# بول غوغان
بول غوغان (بالفرنسية: Paul Gauguin)
رسّام فرنسي تخرج من بين أحضان المدرسة الانطباعية، إلا أنه أبدى ميولا أخرى، فكان من المؤسسين لحركات فنية لاحقة. كان يريد أن يستكشف المنابع الأولى للإبداع، فأمضى فترة (منذ 1886 م) في بريطانيا (Bretagne)، قضاها رفقة جماعة من أصدقائه: اميل برنارد وآخرون (أطلق على المجموعة اسم: مدرسة جسر أفين، ونشأت معها الحركة التركيبية). التحق بعدها بصديقه الرسّام فان غوخ في مدينة آرل بالجنوب الفرنسي، قبل أن يستقر (1891 م) في بولينيزيا (تاهيتي، هيفا أوآ). كان له بالغ الأثر على أتباع المدرسة الوحوشية.

## حياته
ولد بول غوغان في باريس عام 1848 من أب فرنسي وأم من البيرو، ثم رحل والداه إلى البيرو بسبب المناخ السياسي في تلك الفترة توفي والده وهو ابن الثلاث أعوام فعاش هو ووالدته وأخته لمدة أربع سنوات في بيت خاله ثم عاد إلى فرنسا في عمر السبع سنوات هذه الفترة التي عاشها في البيرو أثرت في فنه فيما بعد.
في سن السابعة عاش مع جده في أورلينس وتعلم الفرنسية هرب من المدرسة في السابعة عشر وجاب البحار كملاح لمدة 6 سنوات، فجعلت الحياة الخشنة من الصبي الضعيف شخصا قويا ومنحته الحلم الذي غير حياته بعد أن انطبعت في ذهنه صور الأراضي الجميلة التي زارها وبعد أن عاد إلى باريس في سن الثالثة والعشرين من العمر عمل سمسار في سوق الأوراق المالية وتزوج من هيث كول ابنة موظف حكومي دانماركي وأنجب 5 أطفال.

## بداية مسيرته الفنية
كان بول غوغان، مهتما بالرسم منذ طفولته وفي هذه الفترة من حياته بدأ بالرسم في أوقات الفراغ وبدأ بزيارة المعارض باستمرار وكون صداقة مع الرسام كاميل بيسارو الذي عرفه على عدد من الرسامين ومع تقدمه في الرسم أستأجر غوغان مرسما وبدأ يعرض لوحاته الانطباعية في المعارض من سنة 1881 و1882 وقضى صيفين متتاليين يرسم مع بيسارو وأحيانا مع بول سيزان.
فاجأ غوغان عائلته في سن الخامس والثلاثين من عمره بترك عمله والتفرغ للرسم وفي خلال عام واحد أصبح مفلسا تماما فباع منزل الأسرة وعادت زوجته إلى الدنمارك وعاد هو معها لتجد مايكفي لإطعام عائلتها كانت زوجته ترى مغامرته غير مبررة وأنانية منه فانفصل عن زوجته وعاد وحيدا إلى باريس بعد أن فقد اثنين من ابنائه.
بسبب غلاء المعيشة والضغوط اضطر غوغان سنة 1886 الانتقال إلى كولوني ثم بعد ذلك بسنة قرر الانتقال إلى باناما في أمريكا الجنوبية واشتغل كعامل في إحدى القطاعات ثم انتقل إلى مارتينيك وقضى بعض الوقت ثم اضطر إلى العودة إلى كولوني مفلسا مريضا.

## لقاء غوغان بفان جوخ
قرر غوغان سنة 1888 الذهاب إلى آرلي بجنوب فرنسا وهو لايزال مفلسا ليلتقي بالرسام فان جوخ، قام بتمويلهما شقيق فان جوخ «ثيو» تاجر اللوحات، كان غوغان يطهوا الطعام ويساعد جوخ في رسوماته لكن أمزجة الصديقين وآراءهما كانت متعارضة بالرغم من أن كل منهما تعلم من الآخر وانتجا في تلك الفترة أعظم لوحاتهم، أصيب غوغان بنوبات الكآبة وحاول الانتحار مرة واحدة، بعد 8
أسابيع اختار غوغان الرحيل مرة أخرى.

## معرض صور

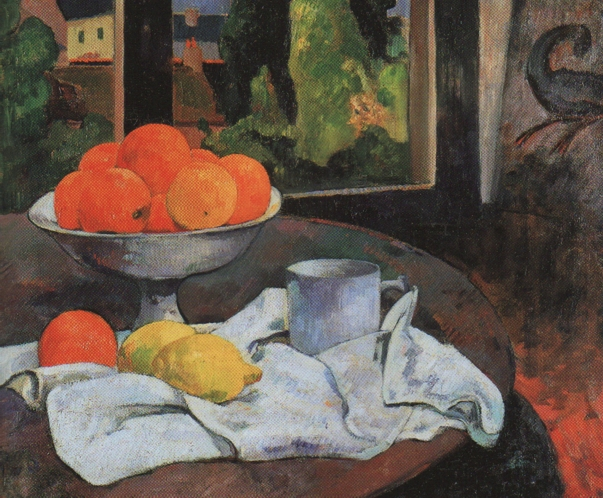
Still-Life with Fruit and Lemons (c. 1880)
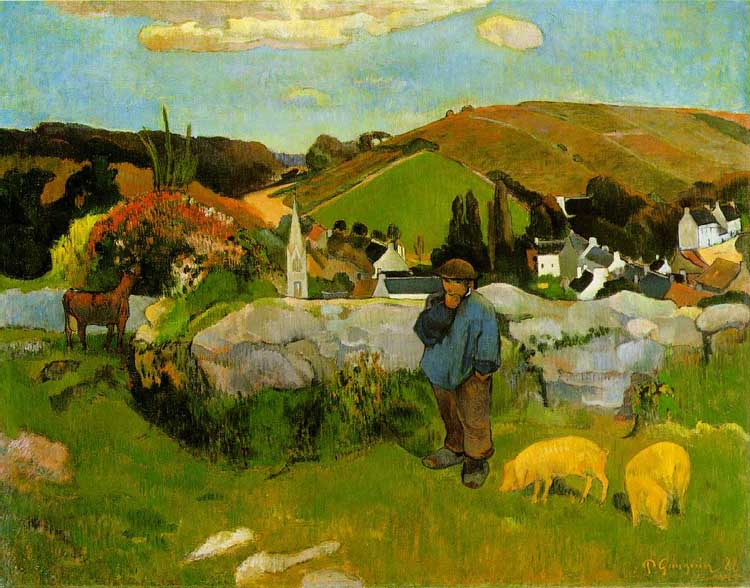
The Swineherd, Brittany (1888)
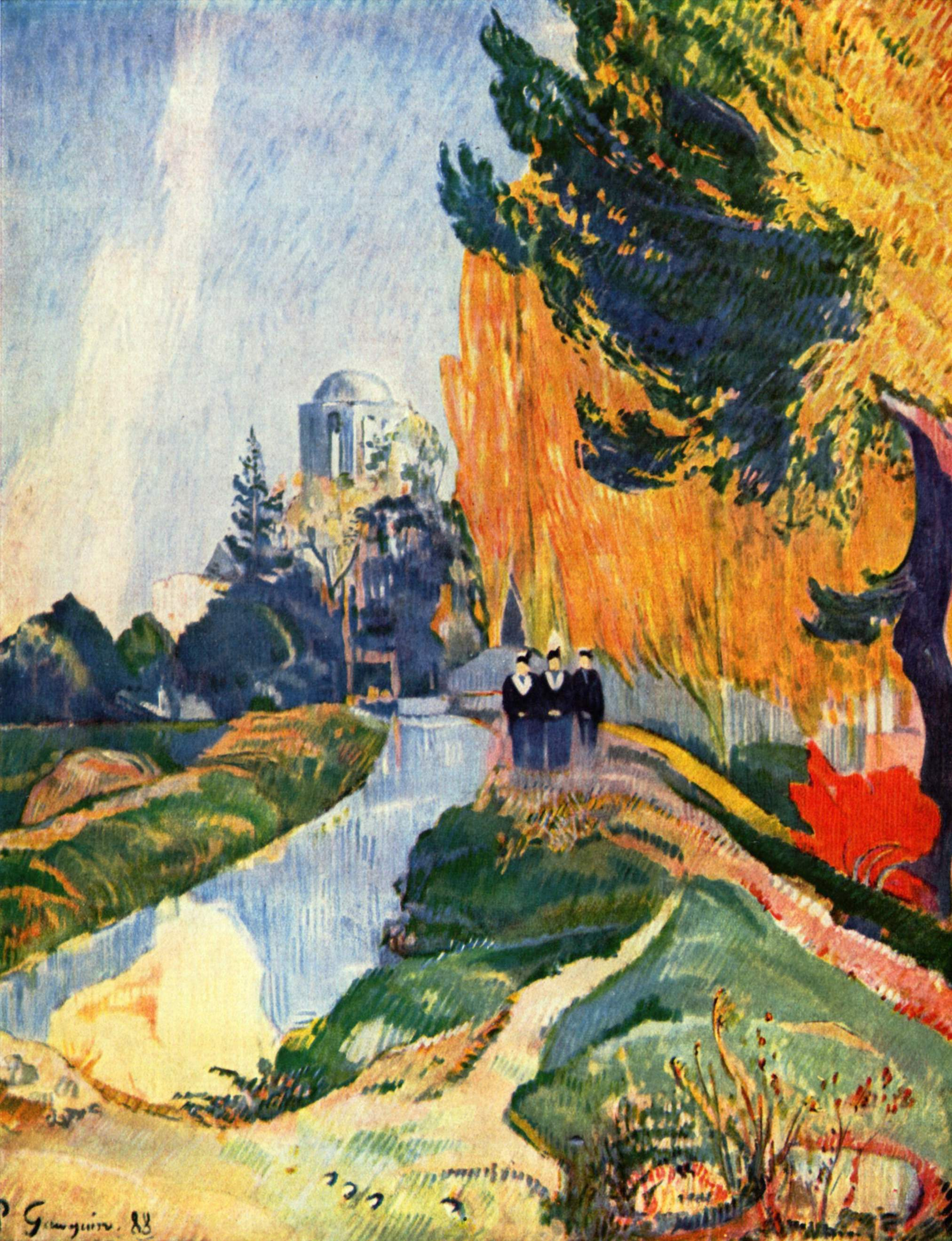
Les Alyscamps (1888)
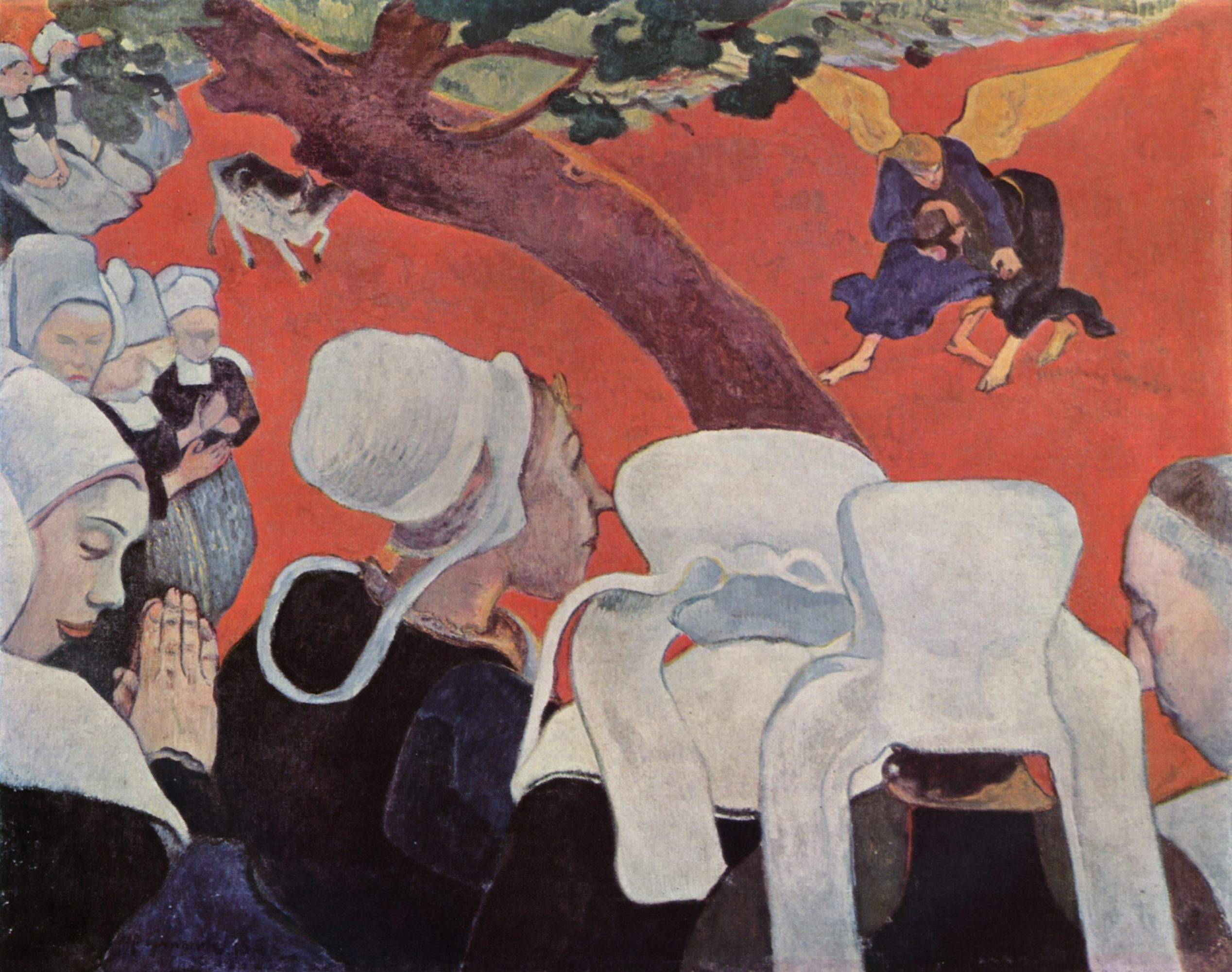
Vision After the Sermon (Jacob wrestling with the angel) (1888)
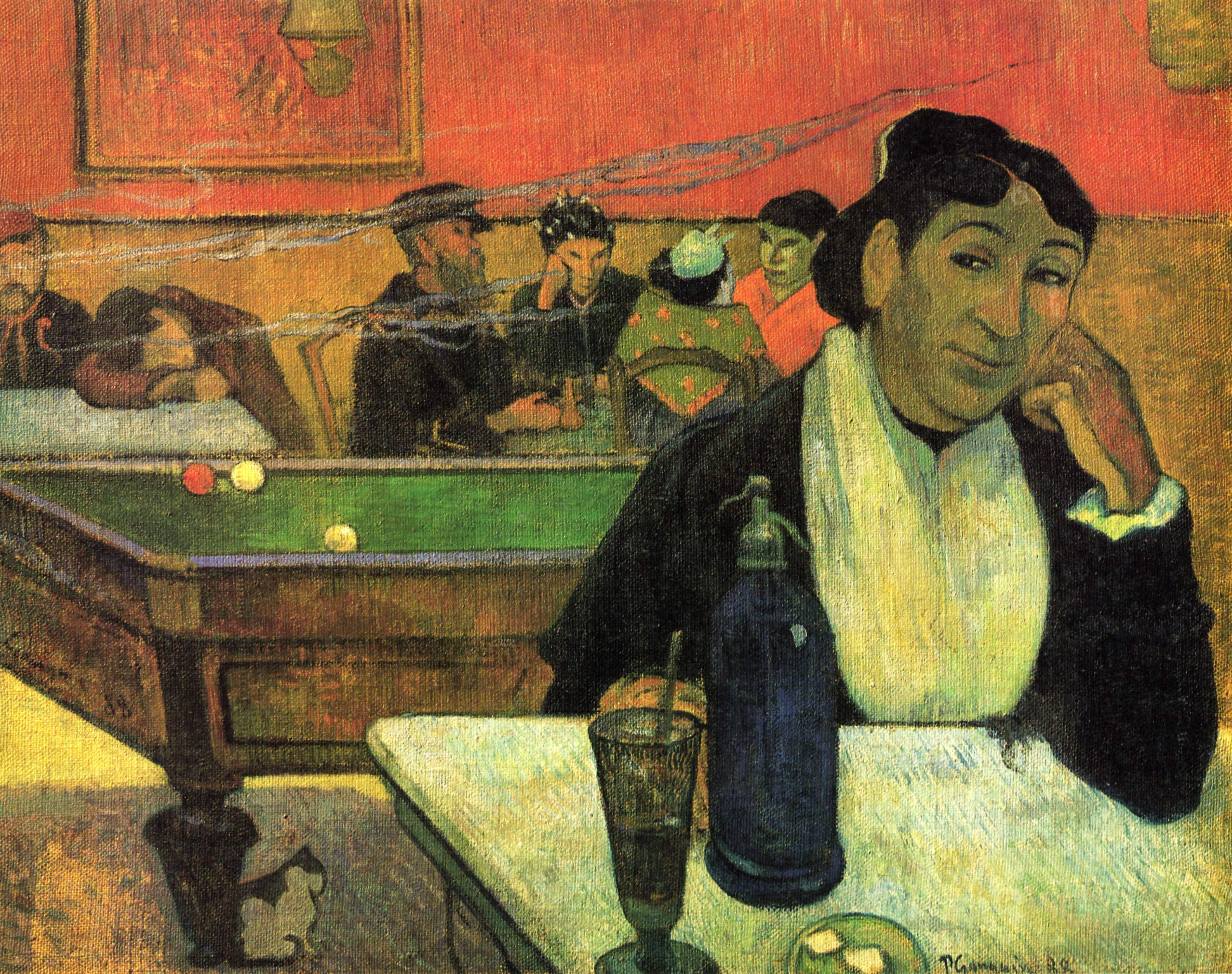
Night Café at Arles, (Mme Ginoux) (1888)
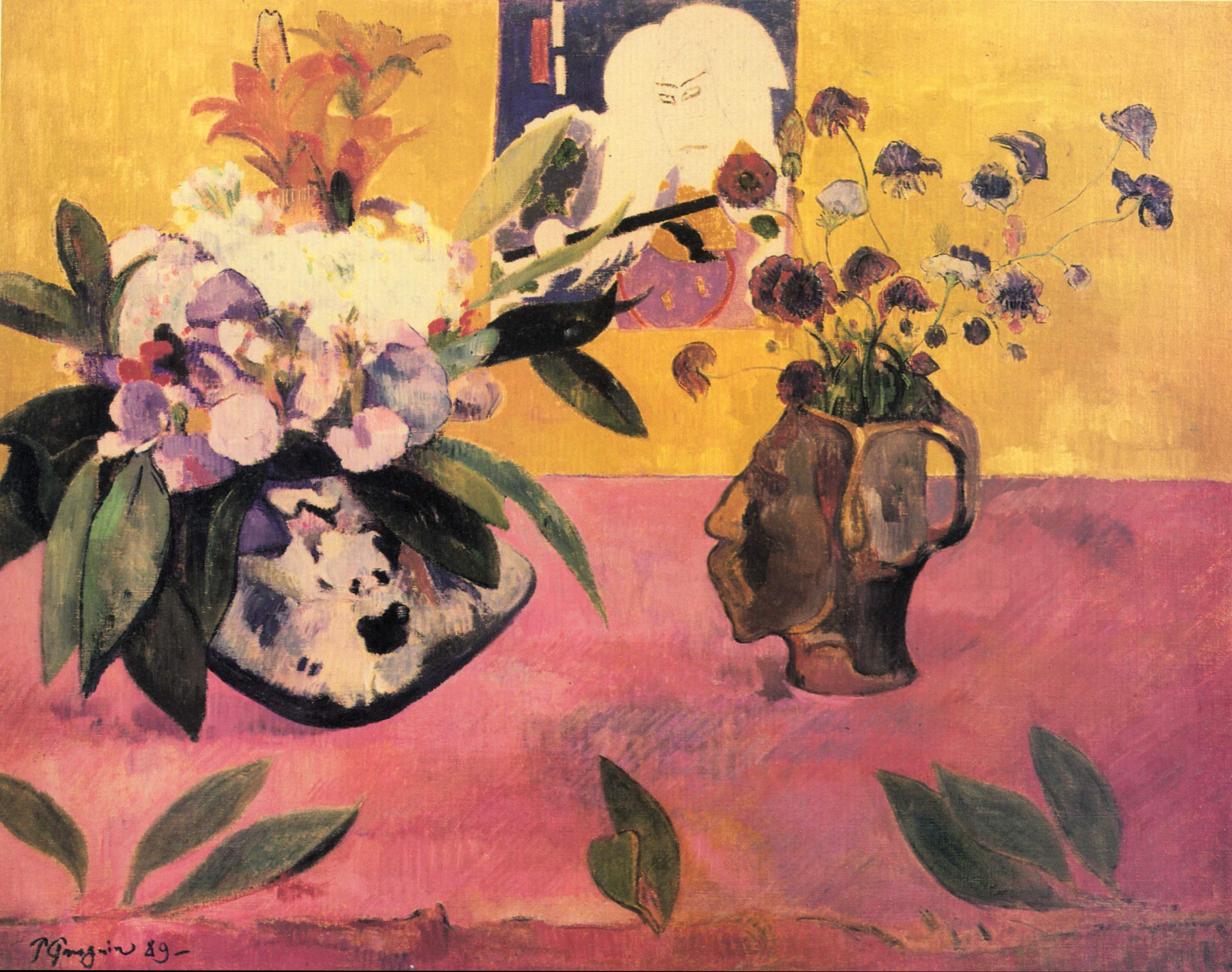
Still-Life with Japanese Woodcut (1889)
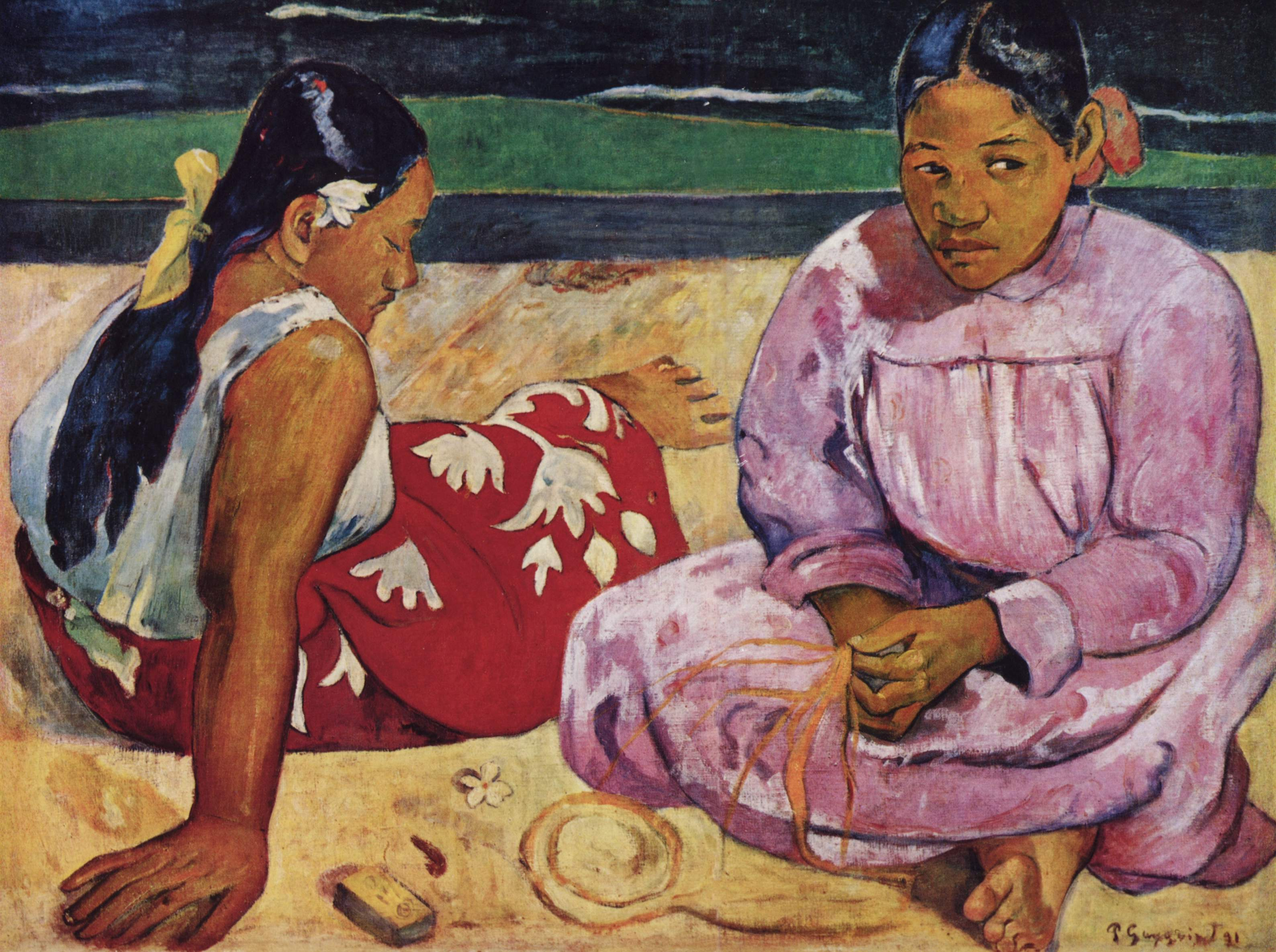
Tahitian Women on the Beach (1891)
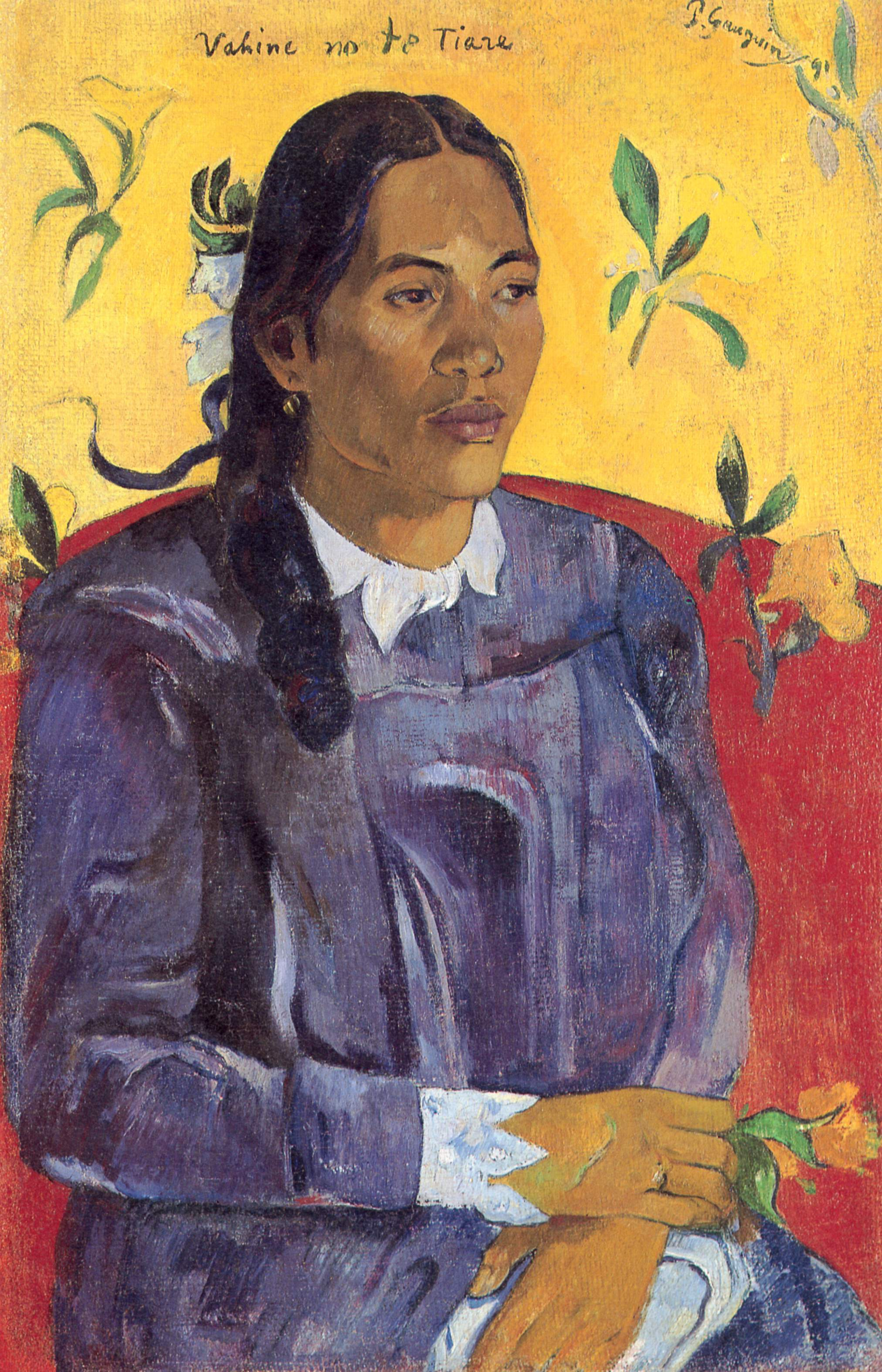
Woman with a Flower (1891)
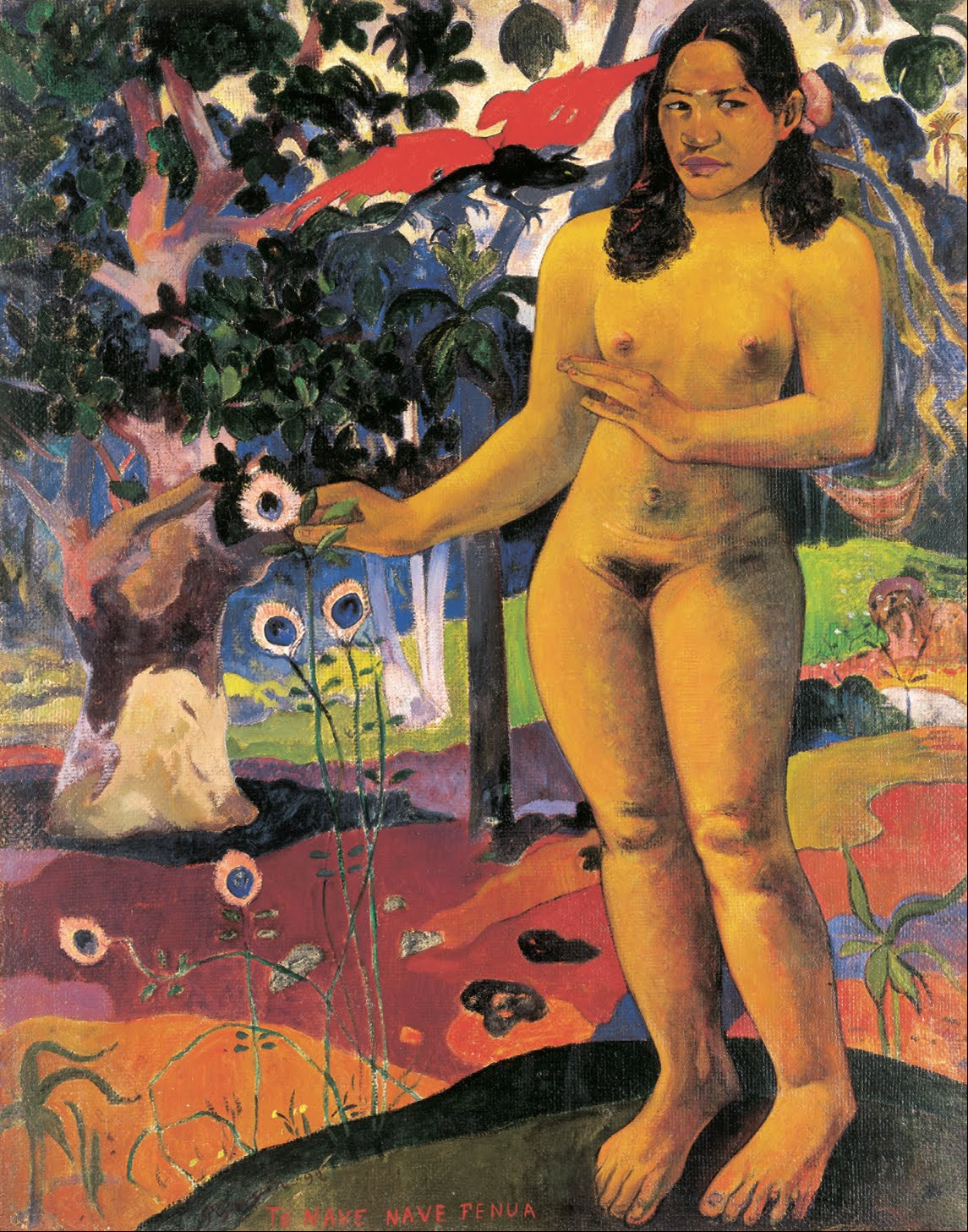
Delightful Land (Te Nave Nave Fenua) (1892)
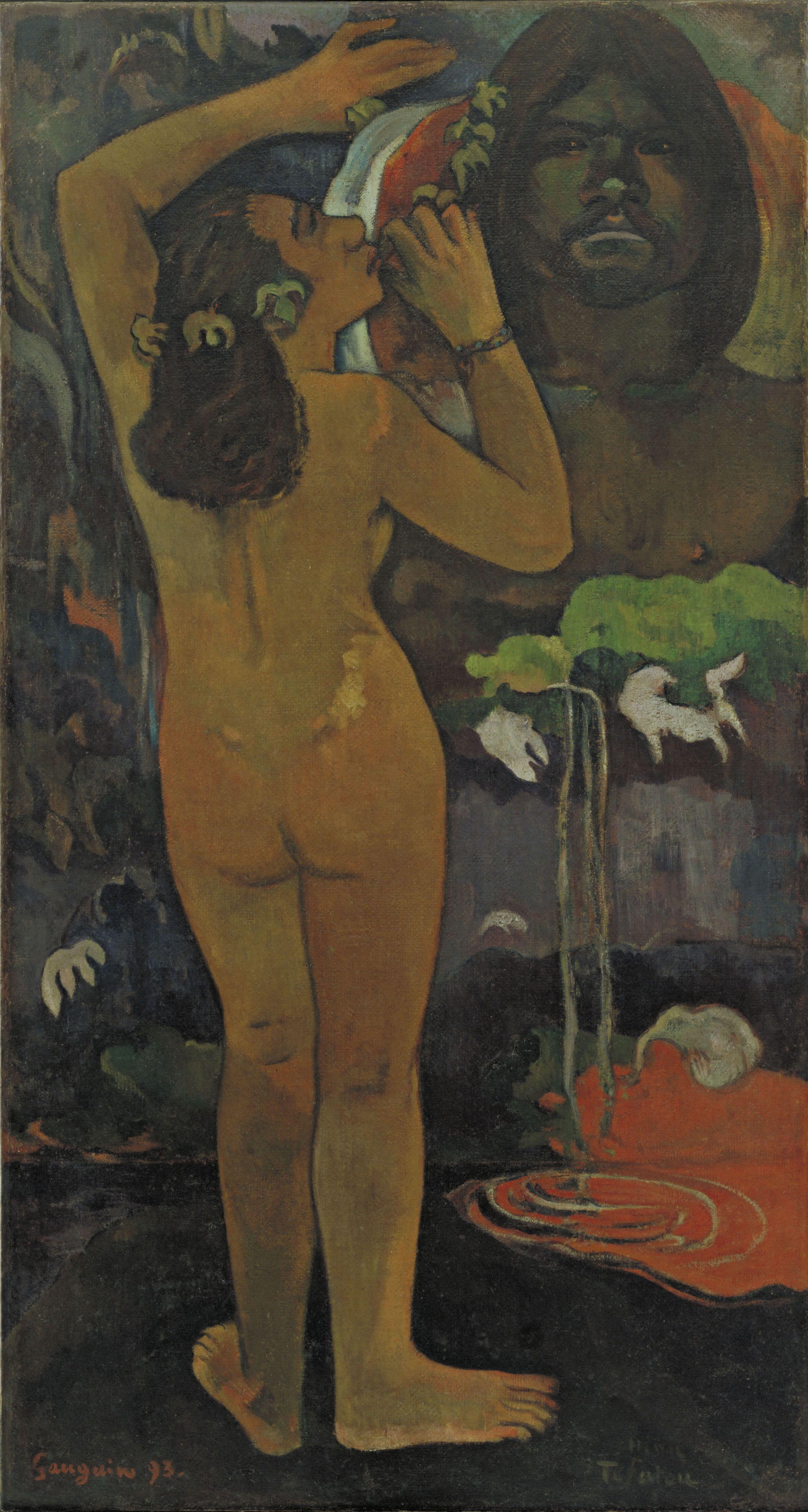
The Moon and the Earth (Hina tefatou) (1893)
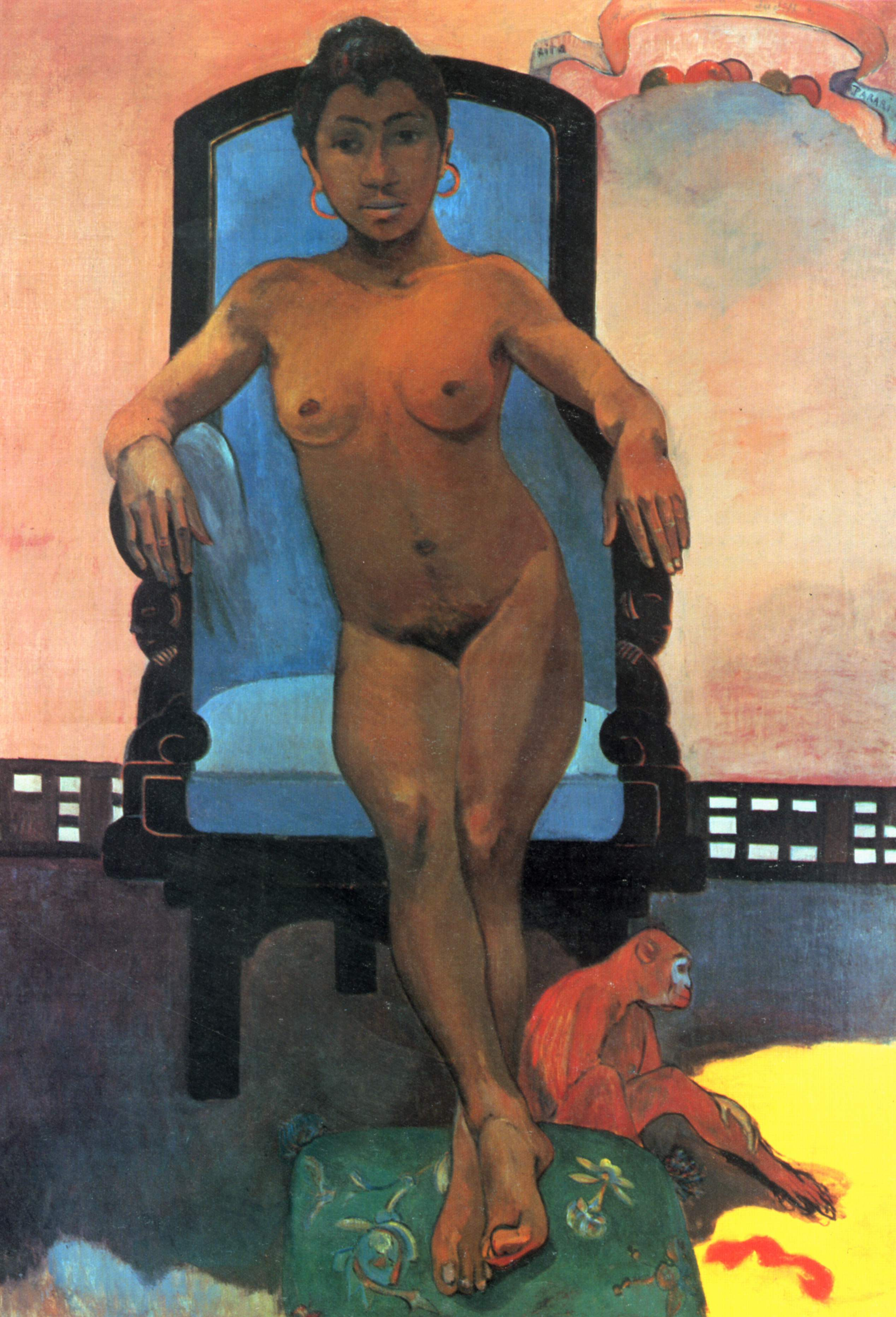
Annah, the Javanese (1893)
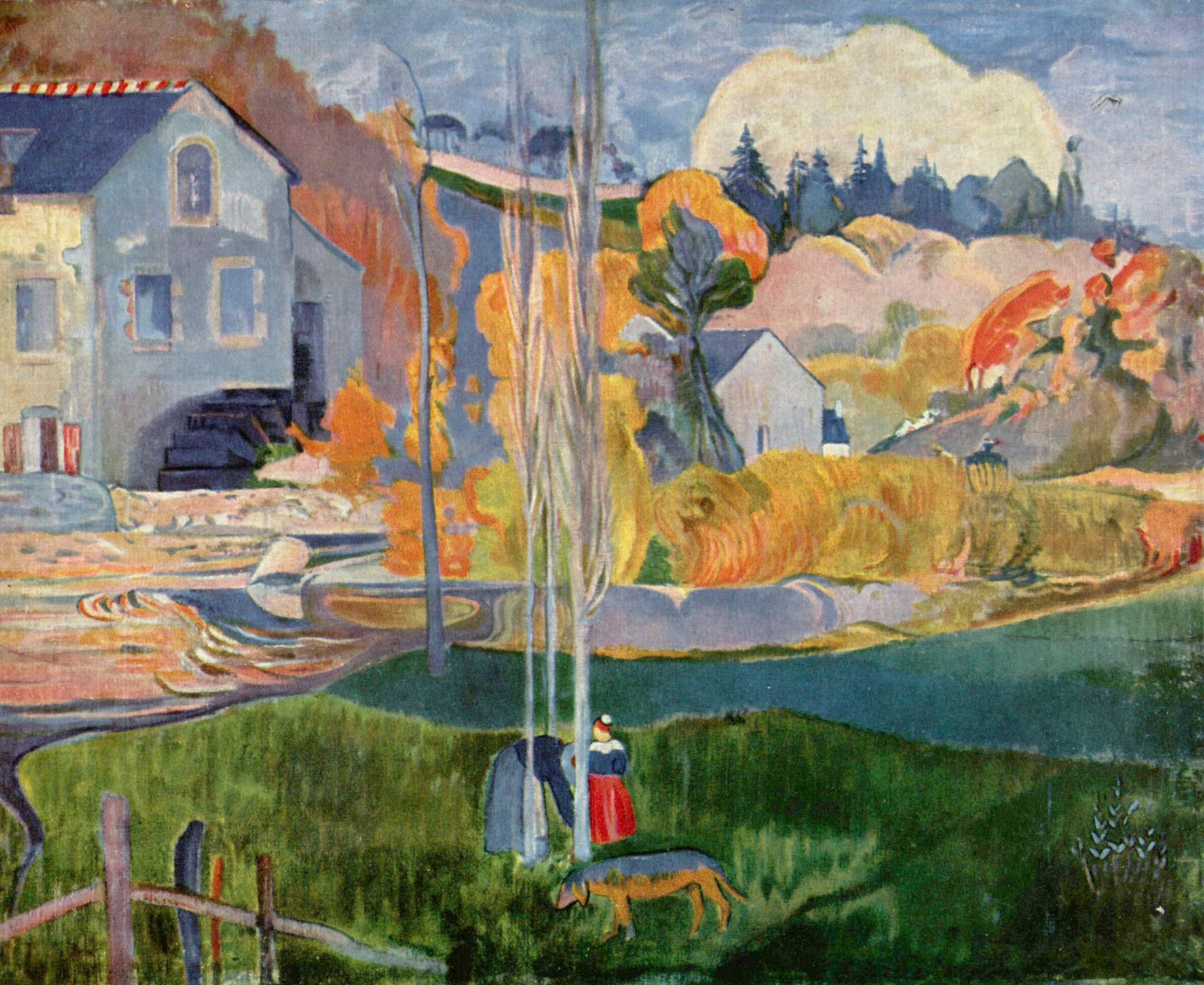
Watermill in Pont-Aven (1894)
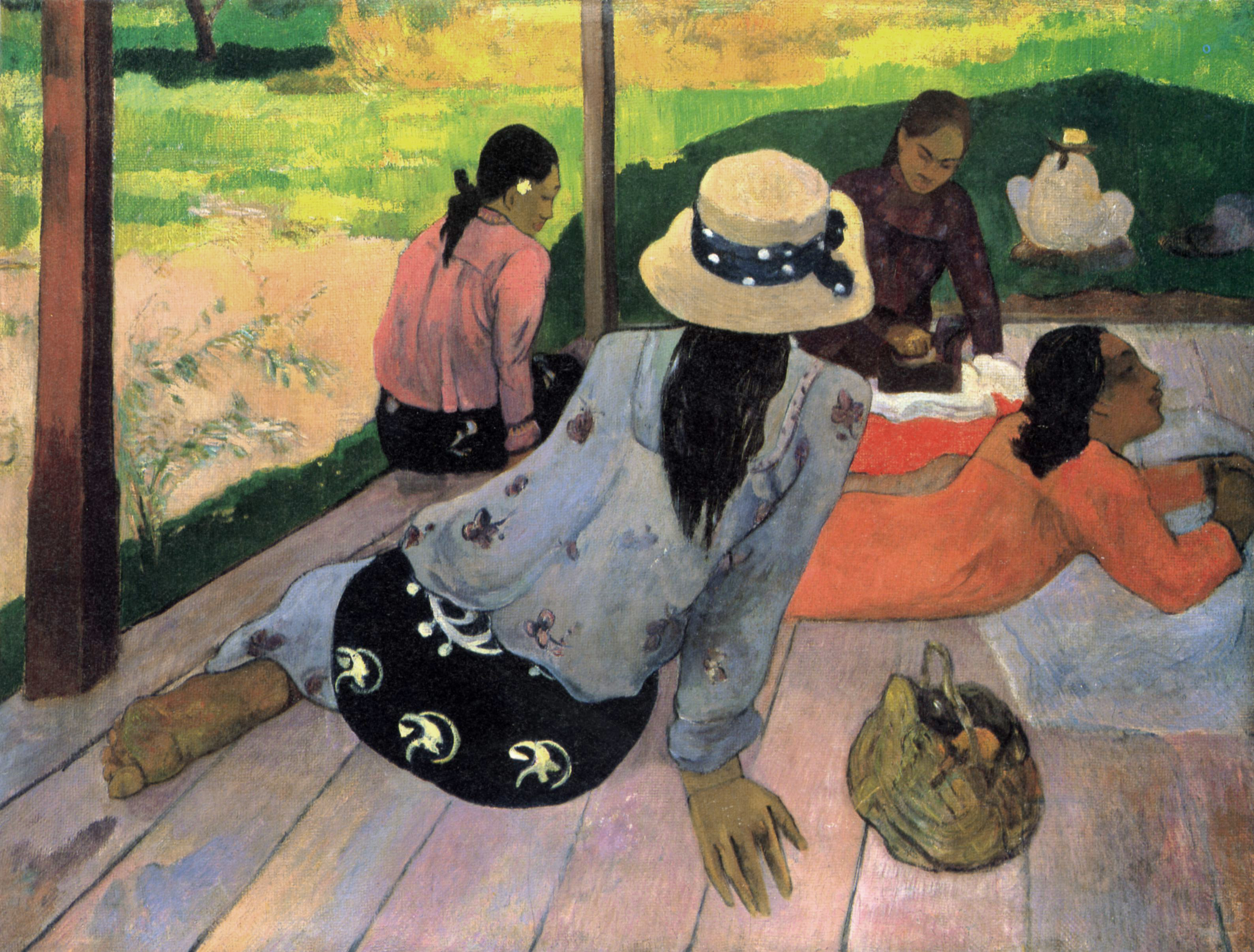
The Midday Nap (1894)
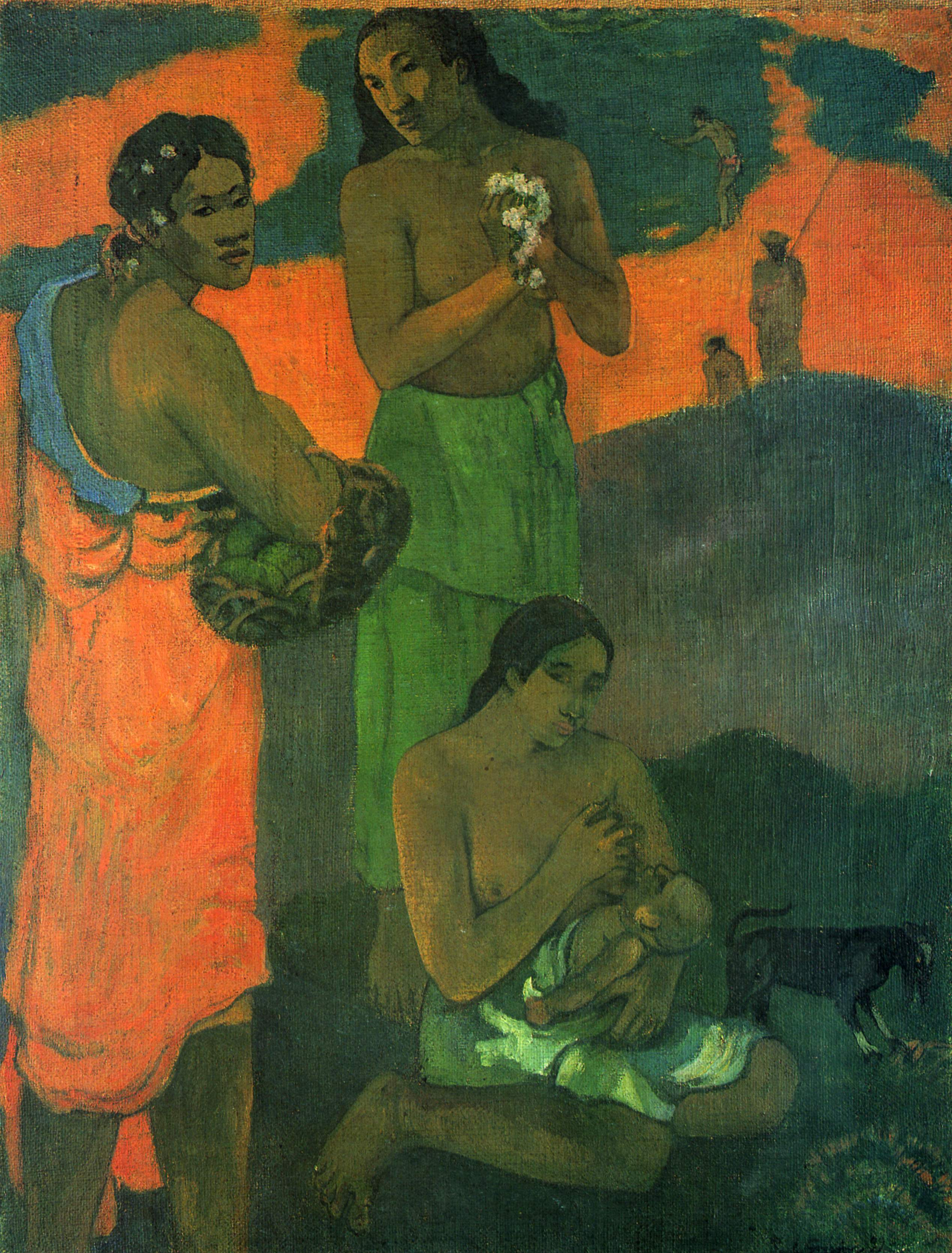
Maternity (1899)
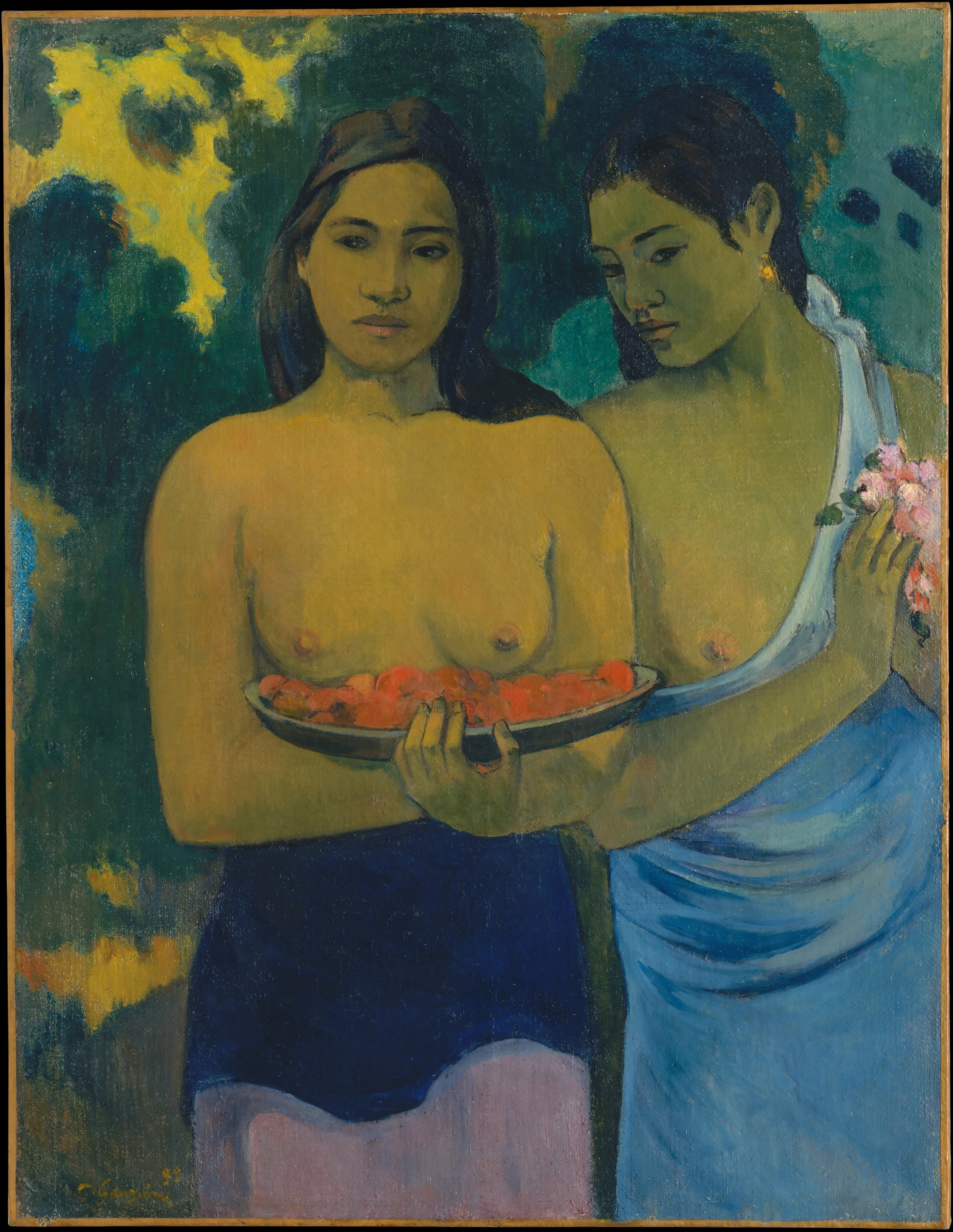
Two Tahitian Women (1899)
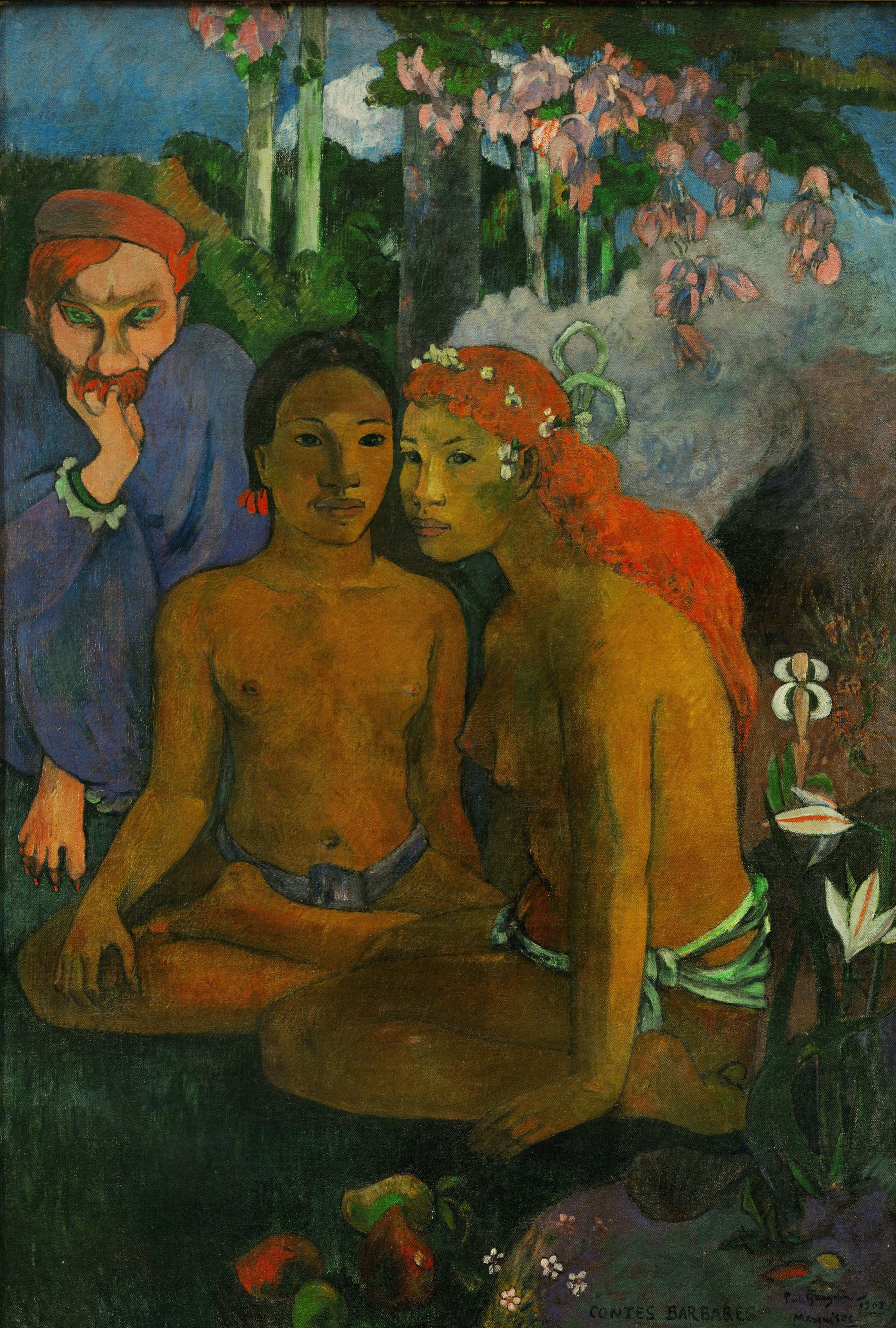
Cruel Tales (Exotic Saying) (1902)
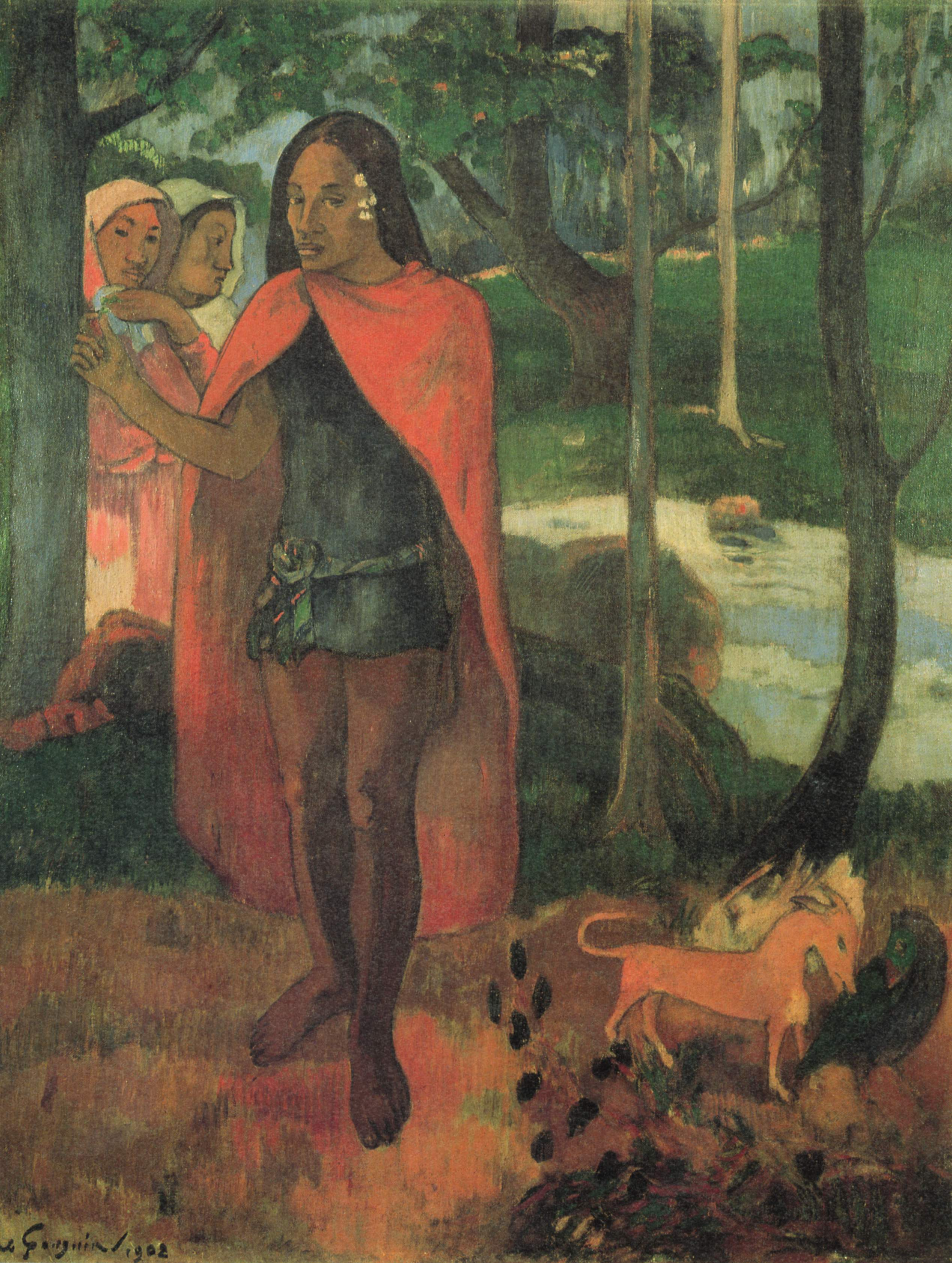
The Sorcerer of Hiva Oa (1902)
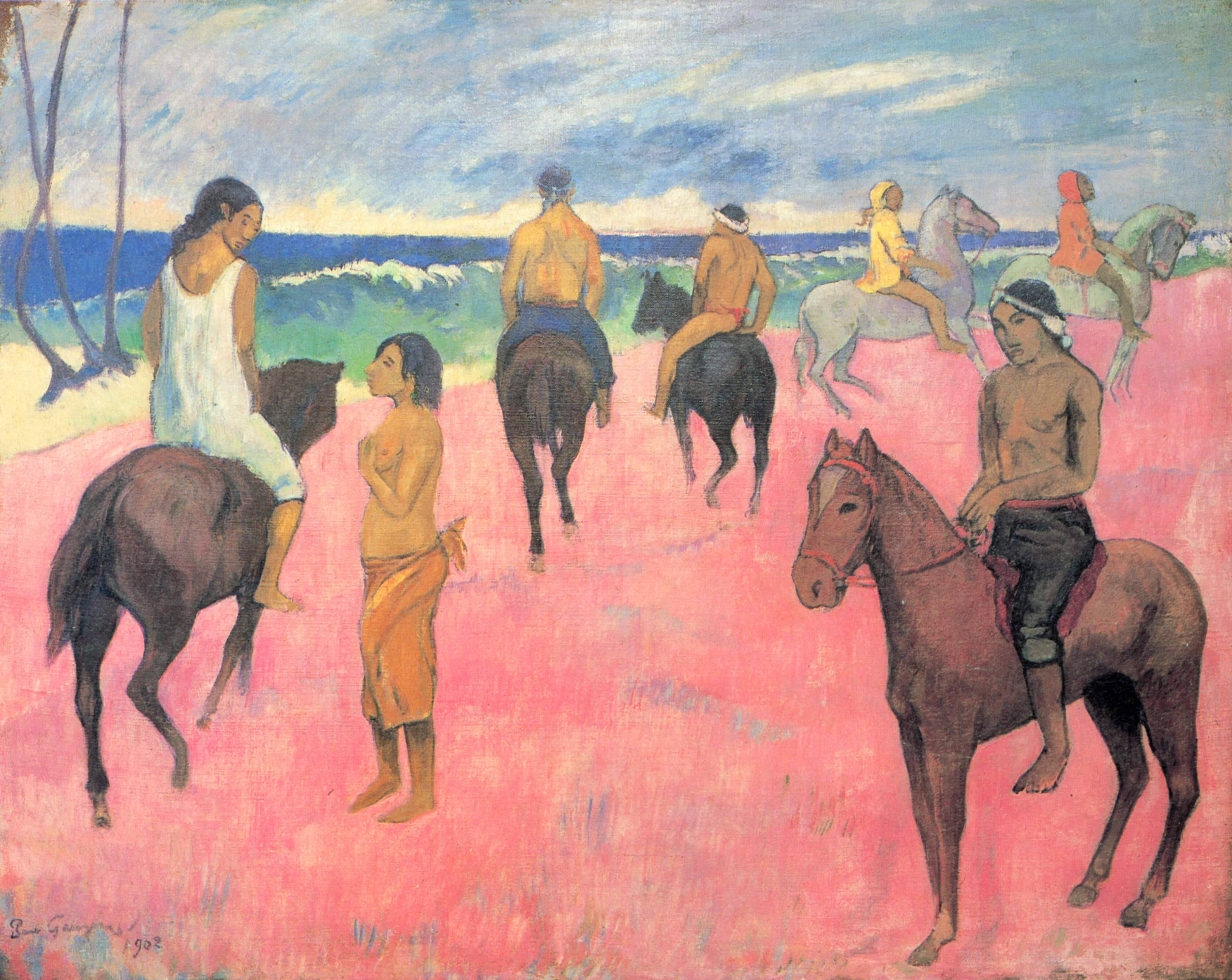
Riders on the Beach (1902)
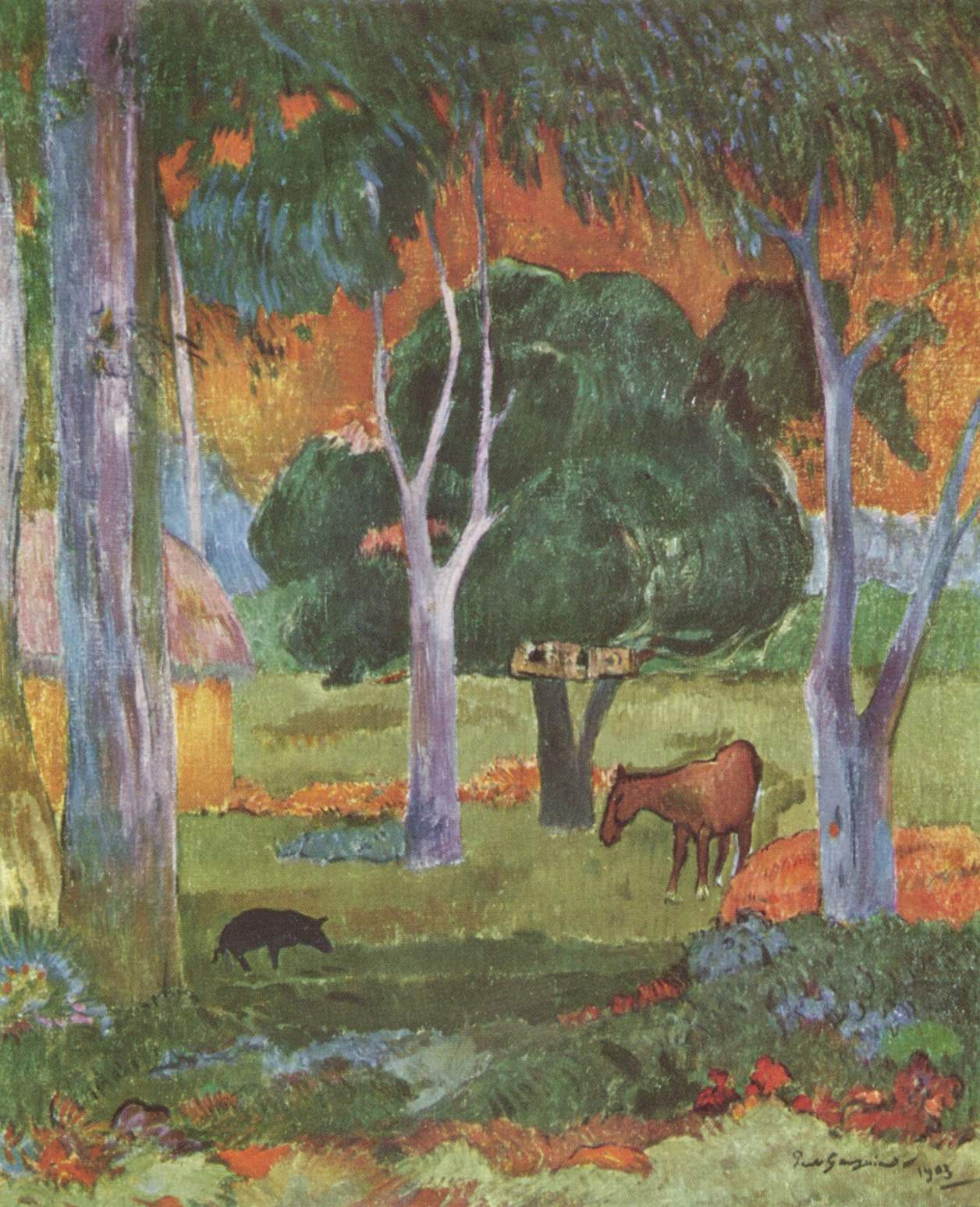
Landscape on La Dominique (Hiva OAU) (1903)

## وصلات خارجية
- بول غوغان على موقع IMDb (الإنجليزية)
- بول غوغان على موقع الموسوعة البريطانية (الإنجليزية)
- بول غوغان على موقع ألو سيني (الفرنسية)
- بول غوغان على موقع ميوزك برينز (الإنجليزية)
- بول غوغان على موقع إن إن دي بي (الإنجليزية)
- بول غوغان على موقع ديسكوغز (الإنجليزية)

لا توجد روابط لمواقع التواصل الاجتماعي.